# Šarlota Meklenbursko-Střelická
Šarlota Meklenbursko-Střelická (německy Sophie Charlotte von Mecklenburg-Strelitz) (19. května 1744, Mirow – 17. listopadu 1818, Kew) byla rozená princezna meklenbursko-střelická a jako manželka britského krále Jiřího III. britská královna.

## Životopis
Jejími rodiči byli vévoda meklenbursko-střelický Karel Ludvík Fridrich a jeho manželka Alžběta, saská princezna. Šarlota se narodila jako osmá z jejich deseti dětí. 11. prosince roku 1752 zemřel starší bratr jejího otce, čímž se zcela změnilo postavení její rodiny – otec se stal panovníkem Meklenburska a změnila se i Šarlotina pozice jako nevěsty.
Její bratři a matka vdova pro ni hledali výhodný svazek. V 17 letech byla vybrána jako nevěsta pro mladého britského krále Jiřího III., třebaže její ruka nebyla první, o niž se ucházel – uvažoval o několikero mladých princeznách, jež však jeho matka Augusta Sasko-Gothajská i její rádci nepovažovali za vhodné partie.

### Manželství
Šarlota přijela do Velké Británie v roce 1761 a 8. září téhož roku se provdala za krále Jiřího III. v Královské kapli St James's Palace. O dva týdny později byli oba korunováni ve Westminsterském opatství.
Tchyně, waleská princezna Augusta Sasko-Gothajská, Šarlotu nepřivítala s otevřenou náručí a jistý čas panovalo mezi oběma ženami velké napětí. Přes tento nedostatek sympatií ze strany tchyně i přesto, že Jiří měl před manželstvím mnoho avantýr, bylo jejich manželství šťastné; po svatbě již byl Jiří Šarlotě vždy věrný. V průběhu času získala Šarlota velký vliv na Jiřího a přístup do vlády, nezneužívala jej však.
Královna Šarlota se zajímala o umění, podporovala Johanna Christiana Bacha, který byl jejím učitelem hudby, i Wolfganga Amadea Mozarta, jenž jí ve věku 8 let věnoval jedno ze svých děl. Královna byla i velmi zdatným amatérským botanikem a významně přispěla k vybudování Královských botanických zahrad (Kew Gardens). Zakládala domy a nemocnice pro nastávající matky.
Velkou váhu přikládala vzdělání jako takovému, především však vzdělání a výchově dívek a žen; ona sama dohlížela na to, aby její dcery získaly lepší vzdělání, než bylo běžné u mladých žen té doby.

### Manželova nemoc
Po vypuknutí Jiřího choroby, tehdy označované jako šílenství, se Šarlota ujala péče o něj, nemohla však s ním být tak často, jak by chtěla, pro jeho nepříčetné chování a časté nepředvídatelné nebezpečné reakce. Přesto však Šarlota byla jeho oporou v nemoci (dnes se předpokládá, že šlo o projevy porfyrie, těžké metabolické poruchy), jež se časem zhoršovala. Třebaže jejich syn Jiří převzal panovnické povinnosti, Šarlota byla po právní stránce královou zástupkyní, a to od roku 1811 až do své smrti.
Zemřela v Dutch House v Surrey u paláce Kew 17. listopadu roku 1818 v 74 letech věku. Zhasla sedíc v křesle při malování portrétu rodiny; v okamžiku smrti byl po jejím boku její nejstarší syn, waleský princ Jiří, budoucí král Jiří IV., který jí podpíral ruku.
Pochována byla v kapli sv. Jiří na hradě Windsor.

## Potomci

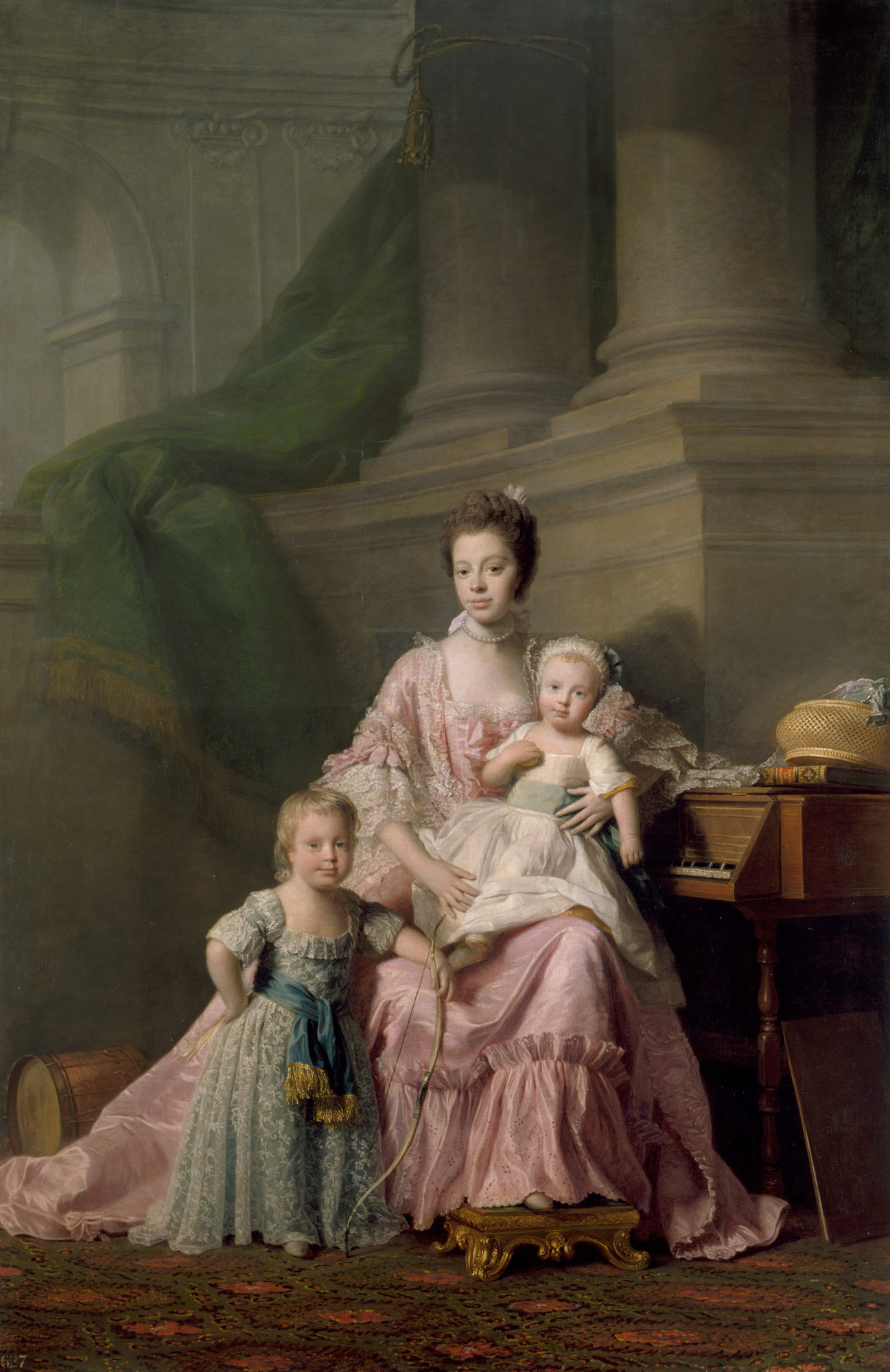
Královna Šarlota s prvními dvěma dětmi (1765)

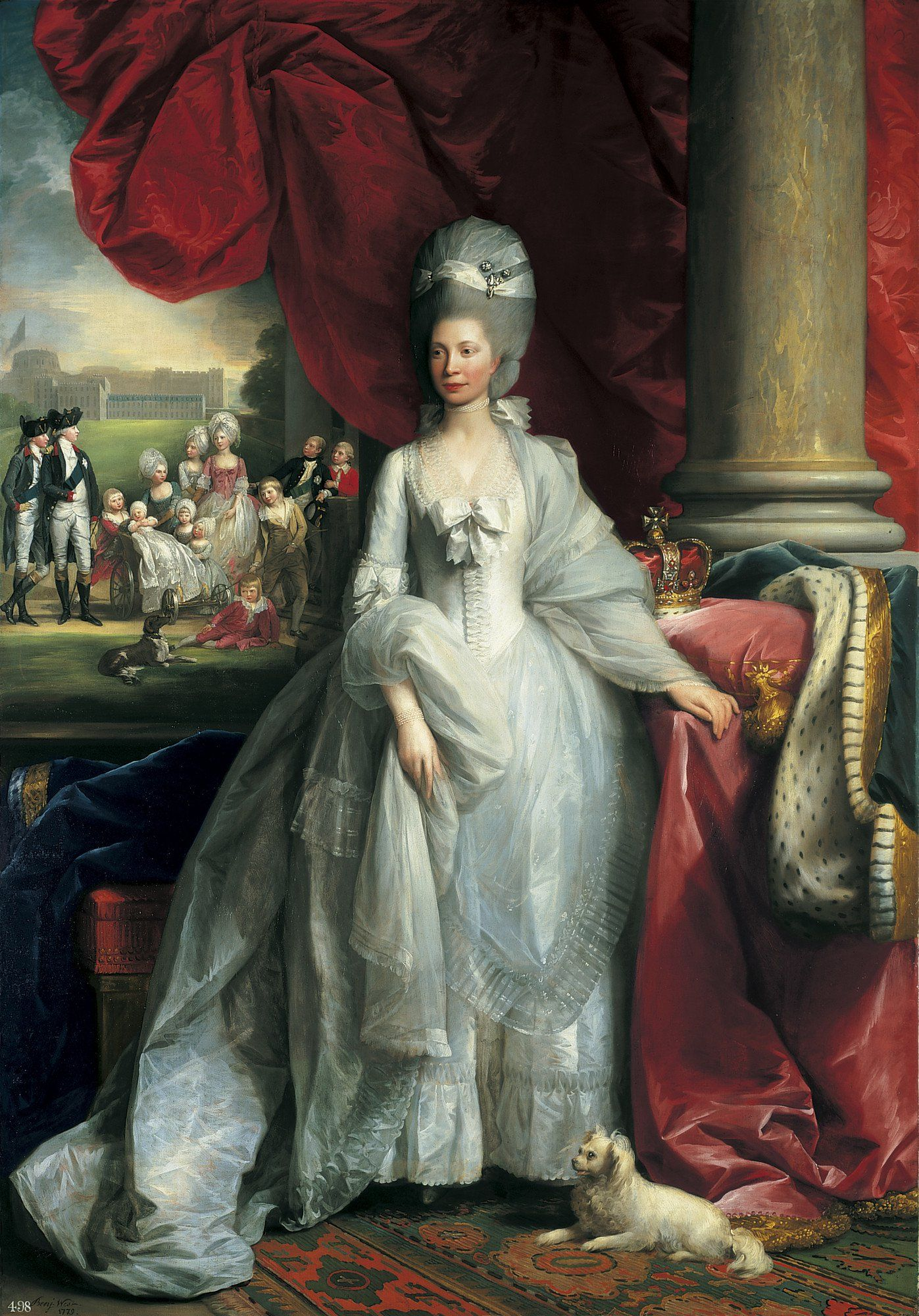
královna Velké Británie a Irska Šarlota Meklenbursko-Střelická na portrétu který vznikl kolem roku 1785

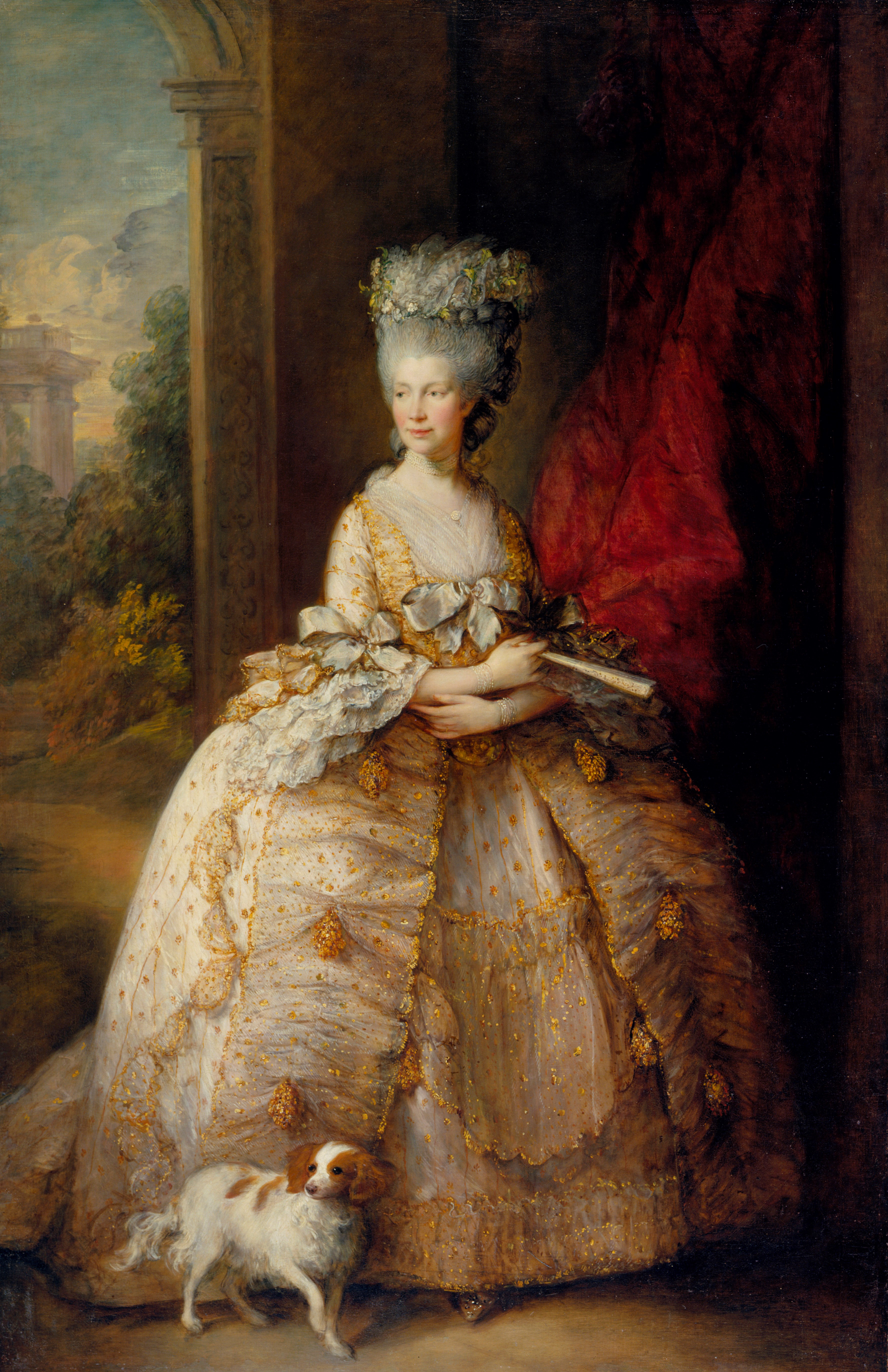
Královna Velké Británie, Irska a Hannoveru, autor portrétu Thomas Gainsborough, 1781

Šarlota a Jiří měli spolu patnáct potomků, devět synů a šest dcer, mezi nimi dva budoucí krále Velké Británie. Dva poslední synové zemřeli v útlém věku na neštovice.
- 1. Jiří IV. (12. 8. 1762 Londýn – 26. 6. 1830 Windsor), král Spojeného království Velké Británie a Irska a Hannoveru od roku 1820 až do své smrti[3]
⚭ 1795 Karolina Brunšvická (17. 5. 1768 Braunschweig – 7. srpna 1821 Londýn)[4], na své vlastní přání pohřbena ve svém rodném městě v kryptě katedrály svatého Blažeje v Braunschweigu[5]
- 2. Bedřich August Hannoverský (16. 8. 1763 Londýn – 5. 1. 1827 tamtéž), od roku 1784 vévoda z Yorku a Albany, britský polní maršál a kníže-biskup v Osnabrücku[6]
⚭ 1791 Frederika Pruská (7. 5. 1767 Berlín – 6. 8. 1820 Weybridge[7]
- 3. Vilém IV. (21. 8. 1765 Londýn – 20. 6. 1837 Windsor), král Spojeného království Velké Británie a Irska a Hannoveru od roku 1830 až do své smrti[8]
⚭ 1818 Adelheid Sasko-Meiningenská (13. 8. 1792 Meiningen – 2. 12. 1849 Londýn)[9]
- 4. Šarlota (29. 9. 1766 Londýn – 5. 10. 1828 Ludwigsburg)[10]
⚭ 1797 Fridrich I. Württemberský (6. 11. 1754 Trzebiatów – 30. 10. 1816 Stuttgart), 1. württemberský král od roku 1797 až do své smrti[11]
- 5. Eduard August (2. 11. 1767 Londýn – 23. 1. 1820 Sidmouth), vévoda z Kentu a Strathearnu[12]
⚭ 1818 Viktorie Sasko-Kobursko-Saalfeldská (17. 8. 1786 Coburg – 16. 3. 1861 Windsor), rodem saská princezna[13]
- 6. Augusta Žofie (8. 11. 1768 Londýn – 22. 9. 1840 tamtéž), svobodná a bezdětná[14]
- 7. Alžběta (22. 5. 1770 Londýn – 10. 1. 1840 Frankfurt nad Mohanem), pohřbena společně s manželem v mauzoleu lankrabat ve městě Bad Homburg vor der Höhe[15]
⚭ 1818 Fridrich VI. Hesensko-Homburský (30. 7. Bad Homburg vor der Höhe – 2. 4. 1829 tamtéž), lankrabě hesensko-homburský od roku 1820 až do své smrti [16]
- 8. Arnošt August (5. 6. 1771 Londýn – 18. 11. 1851 Hannover), vévoda Cumberlandu a Teviotdale, hannoverský král od roku 1837 až do své smrti, společně s manželkou pohřben ve Welfenmausoleu v Hannoveru 
⚭ 1813 Frederika Meklenbursko-Střelická (2. 3. 1778 Hannover – 29. 6. 1841 tamtéž)[17]
- 9. August Frederik (27. 1. 1773 Londýn – 21. 4. 1843 tamtéž), vévoda ze Sussexu od roku 1801 až do své smrti, pohřben společně s druhou manželkou na hřbitově Kensal Green v Londýně
  - I. ⚭ 1793 Augusta Murray (27. 1. 1768 Airth – 5. 3. 1830), sňatek anulován roku 1794[18]
  - II. ⚭ 1831 Cecilia Underwood (1785 – 1. 8. 1873 Londýn),[19] roku 1840 jí byl přidělen titul vévodkyně z Iverness[20]
- 10. Adolf Frederik (24. 2. 1774 Londýn – 8. 7. 1850 tamtéž), vévoda Cambridge od roku 1801 až do své smrti[21]
⚭ 1818 Augusta Hesensko-Kaselská (25. 7. 1797 Offenbach am Main – 6. 4. 1889 Londýn)[22]
- 11. Marie (25. 4. 1776 Londýn – 30. 4. 1857 Weymouth)[23]
⚭ 1816 Vilém Frederik, vévoda z Gloucesteru a Edinburghu (15. 1. 1776 Řím – 30. 11. 1834 Bagshot Park)[24]
- 12. Žofie (3. 11. 1777 Londýn – 27. 5. 1848 tamtéž), zemřela neprovdána, na vlastní přání byla pohřbena na hřbitově Kensal Green v Londýně
- 13. Octavius (23. 2. 1779 Londýn – 3. 5. 1783 tamtéž)[25]
- 14. Alfred Britský (22. 9. 1780 Windsor – 20. 8. 1782 tamtéž)[26]
- 15. Amélie (7. 8. 1783 Windsor – 2. 11. 1810 tamtéž), svobodná a bezdětná[27]

## Vztahy s Marií Antoinettou
Šarlota udržovala úzké vztahy s francouzskou královnou Marií Antoinettou. Spojovala je láska k hudbě a umění, jimž se i samy věnovaly; nikdy se však osobně nesetkaly. Po vypuknutí francouzské revoluce britská královna již chystala apartmány pro Marii Antoinettu a její rodinu, předpokládajíc, že jejich údělem bude exil, vývoj událostí však spěl jinam – francouzskému královskému páru se nepodařilo prchnout ze země a byl popraven. Šarlota byla jejich tragickým osudem zdrcena.

## Vývod z předků
|                                |                                                  |  |                           |                                                         |  |  |  |  |  |  |  | Jan VII. Meklenburský |
|                                |                                                  |  |                           |                                                         |  |  |  |  |  |  |  |                       |
|                                | Adolf Bedřich I. Meklenburský                    |  |                           |                                                         |  |  |  |  |  |  |  |                       |
|                                |                                                  |  |                           |                                                         |  |  |  |  |  |  |  |                       |
|                                |                                                  |  |                           | Žofie Holštýnsko-Gottorpská                             |  |  |  |  |  |  |  |                       |
|                                |                                                  |  |                           |                                                         |  |  |  |  |  |  |  |                       |
|                                | Adolf Bedřich II. Meklenburský                   |  |                           |                                                         |  |  |  |  |  |  |  |                       |
|                                |                                                  |  |                           |                                                         |  |  |  |  |  |  |  |                       |
|                                |                                                  |  |                           | Julius Arnošt Brunšvicko-Dannenberský                   |  |  |  |  |  |  |  |                       |
|                                |                                                  |  |                           |                                                         |  |  |  |  |  |  |  |                       |
|                                | Marie Kateřina Brunšvicko-Dannenberská           |  |                           |                                                         |  |  |  |  |  |  |  |                       |
|                                |                                                  |  |                           |                                                         |  |  |  |  |  |  |  |                       |
|                                |                                                  |  |                           | Marie Východofríská                                     |  |  |  |  |  |  |  |                       |
|                                |                                                  |  |                           |                                                         |  |  |  |  |  |  |  |                       |
|                                | Karel Ludvík Fridrich Meklenbursko-Střelický     |  |                           |                                                         |  |  |  |  |  |  |  |                       |
|                                |                                                  |  |                           |                                                         |  |  |  |  |  |  |  |                       |
|                                |                                                  |  |                           | Antonín Kynter I. Schwarzbursko-Sondershausenský        |  |  |  |  |  |  |  |                       |
|                                |                                                  |  |                           |                                                         |  |  |  |  |  |  |  |                       |
|                                | Kristián Vilém I. Schwarzbursko-Sondershausenský |  |                           |                                                         |  |  |  |  |  |  |  |                       |
|                                |                                                  |  |                           |                                                         |  |  |  |  |  |  |  |                       |
|                                |                                                  |  |                           | Maria Magdalena de Birkenfeld                           |  |  |  |  |  |  |  |                       |
|                                |                                                  |  |                           |                                                         |  |  |  |  |  |  |  |                       |
|                                | Kristiana Emílie Schwarzbursko-Sondershausenská  |  |                           |                                                         |  |  |  |  |  |  |  |                       |
|                                |                                                  |  |                           |                                                         |  |  |  |  |  |  |  |                       |
|                                |                                                  |  |                           | Albert Frederick, Count of Barby-Muhlingen              |  |  |  |  |  |  |  |                       |
|                                |                                                  |  |                           |                                                         |  |  |  |  |  |  |  |                       |
|                                | Antonie Sybille of Barby-Mühlingen               |  |                           |                                                         |  |  |  |  |  |  |  |                       |
|                                |                                                  |  |                           |                                                         |  |  |  |  |  |  |  |                       |
|                                |                                                  |  |                           | Žofie Uršula Oldenburská                                |  |  |  |  |  |  |  |                       |
|                                |                                                  |  |                           |                                                         |  |  |  |  |  |  |  |                       |
| Šarlota Meklenbursko-Střelická |                                                  |  |                           |                                                         |  |  |  |  |  |  |  |                       |
|                                |                                                  |  |                           |                                                         |  |  |  |  |  |  |  |                       |
|                                |                                                  |  | Arnošt I. Sasko-Gothajský |                                                         |  |  |  |  |  |  |  |                       |
|                                |                                                  |  |                           |                                                         |  |  |  |  |  |  |  |                       |
|                                | Arnošt Sasko-Hildburghausenský                   |  |                           |                                                         |  |  |  |  |  |  |  |                       |
|                                |                                                  |  |                           |                                                         |  |  |  |  |  |  |  |                       |
|                                |                                                  |  |                           | Alžběta Žofie Sasko-Altenburská                         |  |  |  |  |  |  |  |                       |
|                                |                                                  |  |                           |                                                         |  |  |  |  |  |  |  |                       |
|                                | Arnošt Fridrich I. Sasko-Hildburghausenský       |  |                           |                                                         |  |  |  |  |  |  |  |                       |
|                                |                                                  |  |                           |                                                         |  |  |  |  |  |  |  |                       |
|                                |                                                  |  |                           | Jiří Bedřich Waldecko-Eisenberský                       |  |  |  |  |  |  |  |                       |
|                                |                                                  |  |                           |                                                         |  |  |  |  |  |  |  |                       |
|                                | Žofie Henrieta Waldecká                          |  |                           |                                                         |  |  |  |  |  |  |  |                       |
|                                |                                                  |  |                           |                                                         |  |  |  |  |  |  |  |                       |
|                                |                                                  |  |                           | Alžběta Šarlota Nasavsko-Siegenská                      |  |  |  |  |  |  |  |                       |
|                                |                                                  |  |                           |                                                         |  |  |  |  |  |  |  |                       |
|                                | Alžběta Sasko-Hildburghausenská                  |  |                           |                                                         |  |  |  |  |  |  |  |                       |
|                                |                                                  |  |                           |                                                         |  |  |  |  |  |  |  |                       |
|                                |                                                  |  |                           | Jiří Albrecht I. z Erbachu                              |  |  |  |  |  |  |  |                       |
|                                |                                                  |  |                           |                                                         |  |  |  |  |  |  |  |                       |
|                                | Jiří Ludvík I. z Erbachu-Fürstenau               |  |                           |                                                         |  |  |  |  |  |  |  |                       |
|                                |                                                  |  |                           |                                                         |  |  |  |  |  |  |  |                       |
|                                |                                                  |  |                           | Alžběta Dorotea z Hohenlohe-Waldenburg-Schillingsfürstu |  |  |  |  |  |  |  |                       |
|                                |                                                  |  |                           |                                                         |  |  |  |  |  |  |  |                       |
|                                | Žofie Albertina z Erbach-Erbach                  |  |                           |                                                         |  |  |  |  |  |  |  |                       |
|                                |                                                  |  |                           |                                                         |  |  |  |  |  |  |  |                       |
|                                |                                                  |  |                           | Filip Dětřich Waldecký                                  |  |  |  |  |  |  |  |                       |
|                                |                                                  |  |                           |                                                         |  |  |  |  |  |  |  |                       |
|                                | Amálie Kateřina Waldecko-Eistenburská            |  |                           |                                                         |  |  |  |  |  |  |  |                       |
|                                |                                                  |  |                           |                                                         |  |  |  |  |  |  |  |                       |
|                                |                                                  |  |                           | Mary Magdalene of Nassau-Siegen                         |  |  |  |  |  |  |  |                       |
|                                |                                                  |  |                           |                                                         |  |  |  |  |  |  |  |                       |